# Bybegrebet i Danmark
I det følgende behandles bybegrebet og de forskellige bebyggelsesformer. Begrebet "by" henviser i denne sammenhæng til bebyggelser, hvor et flertal af indbyggerne lever af næringsveje, der indtil næringsfrihedens indførelse ved lov af 1857 fortrinsvis blev udøvet i købstæder: håndværk og industri, handel og omsætning, liberale erhverv, tjenesteydelser og embedsvæsen – modsat landbrug, skovbrug og fiskeri, der overvejende blev udøvet i landdistrikterne. Bybegrebet er blevet indført for at skabe faste retningslinjer for en afklaring af urbaniseringsprocessens fremskriden.
Et byområde er i dag, ifølge Danmarks Statistik et begreb, der dækker over en afgrænset, sammenhængende bebyggelse med højest 200 meters afstand mellem områdets huse/bygninger. I denne afstandsdefinition medregnes offentlige anlæg som kirkegårde, parker o.l. ikke. Det er ligeledes et krav, at bebyggelsen har mindst 200 indbyggere på selve opgørelsestidspunkt.

## Baggrunden for bybegrebet

### Det landbrugsdominerede (førindustrielle) samfund
Siden slutningen af det 19. og op gennem det 20. århundrede har samfundsmæssige undersøgelser i stigende grad syslet med spørgsmålet om en opdeling af befolkningens bosætning i henholdsvis bymæssige og ikke-bymæssige bebyggelser. Denne interesse må ses på baggrund af den samfundshistoriske udvikling: helt op til det 20. århundrede var størstedelen af befolkningen sysselsat med at skaffe det daglige brød ved kornavl, husdyrhold eller fiskeri. De, der levede uden selv at skulle sysselsætte sig med fødefremskaffelse, udgjorde en lille snyltende gruppe, der i det store og hele kun kunne tillade sig denne luksus som følge af særrettigheder enten som undertrykkere og afpressere af landbrugere og fiskere eller ved at bytte sig til føden ved til gengæld at fremstille andre varer eller udøve tjenester, som landbrugere og fiskere havde behov for. De for ordningens opretholdelse fornødne særrettigheder blev fastlagt ved love, forordninger eller andre retsgyldige akter, hvis indholds håndhævelse blev sikret med større eller mindre held af de styrende samfundsgrupper. Denne ordning, der hvilede på de af datiden kendte fremgangsmåder og hjælpemidler, gav kun mulighed for at brødføde en forholdsvis lille befolkning, hvis overgrænse fastlagdes ved sult eller dødelig sygdom. Bebyggelsen blev på denne baggrund opdelt efter beliggenhed og samfundsopgaver.

### Forandringen af samfunds- og bebyggelsesforholdene fra 1700-tallet
Fra anden halvdel af det 18. århundrede begyndte en omstilling af det danske samfund, der muliggjorde en voldsom befolkningsvækst, idet de fødefrembringende næringsdrivende blev i stand til at brødføde en stadig stigende befolkning. Den andel af befolkningen, der var nødvendig for at sikre føden, var stadig faldende, hvorfor omvendt en stigende andel af befolkningen kunne tillade sig at skaffe sig til det daglige brød ved anden varefremstilling, forarbejdning og/eller istandsættelse eller ved at udøve tjenester. For bebyggelsen medførte dette fremkomsten af nye bebyggelser (eller forandringer af gamle bebyggelser til en ny tilstand), hvor de fleste af indbyggerne ikke var sysselsatte ved fødefremskaffelse. Hvor sådanne bebyggelser tidligere kun havde kunnet eksistere i kraft af de ovennævnte særrettigheder, voksede de nu frem uden sådan støtte. Fra omkring 1870 til omkring 1970 spillede sådanne bebyggelser en stadig større rolle, der til sidst blev så stor, at det blev klart, at der ikke længere var nogen egentlig forskel mellem de bymæssige bebyggelser med og dem uden særrettigheder, hvorfor det lovmæssige skille blev ophævet. Udviklingen fortsatte imidlertid, idet tidligere tiders bymæssige næringer i stigende grad udøvedes af folk bosat også uden for tættere bebyggelser således, at der ved slutningen af det 20. århundrede ikke længere er noget skel i næringsmæssig henseende mellem tættere bymæssige bebyggelser og de landlige, spredt bebyggede områder.

### Baggrunden for interessen for "bymæssige bebyggelser"
Set ud fra en samfundshistorisk synsvinkel er det af interesse at kunne udskille bebyggelser, hvis indbyggere fortrinsvis levede af andet end fødefrembringelse. Denne udskillelse har imidlertid været vanskeliggjort af, at de retsligt anerkendte købstæder fra omkring midten af 1800-tallet ikke længere var sammenfaldende med de i næringsmæssig henseende bymæssige bebyggelser, idet dels voksede købstæderne udover deres administrative grænser, dels opstod der helt nye bymæssige bebyggelser uden særrettigheder. Derved opstod behovet for en særskilt fællesgruppe for bymæssigt bebyggede områder med henholdsvis uden særrettigheder.

### Problemer med begrebet "bymæssige bebyggelser"
De bebyggelsesmæssige forandringer i det nittende og det tyvende århundrede har givet statistikere og forskere ikke så lidt hovedbrud blot ved spørgsmålet om deres benævnelser. Bebyggelser er mangesidige fænomener, der erkendes både ved deres beliggenhed i landskabet, deres fremtoning, deres funktionsudbud, indbyggernes sammensætning og størrelse, bebyggelsernes lovmæssige stilling, forholdet til omgivelserne og dagligliv. Omkring midten af 1800-tallet var der udviklet et begrebsvæsen, som var tilpas rummeligt til at omfatte alle bebyggelser og sammenfatte dem i indbyrdes klart adskilte og for almenheden let forståelige slags. Med opløsningen af de gamle rammer for bebyggelsen opstod der imidlertid en tilstand, som kaldte på et nyt begrebsapparat. Der opstod kort sagt behov for nye bebyggelsesbegreber til supplering og delvis afløsning af de hidtidige.
Til belysning af samtidens opfattelser skal der foretages en oversigtlig gennemgang af de gennem tiden fremsatte opfattelser af de forskellige bebyggelsesgrupper og -former. Indledningsvis kan der være grund til at opdele bebyggelserne i to hovedgrupper: bebyggelser fra før industrialiseringen satte ind og bebyggelser fremkommet i den industrielle tidsalder. Dernæst må der skelnes mellem bebyggelser, hvis stilling blev fastlagt ved stadfæstede særrettigheder (sammensatte bebyggelser som købstæder, handelspladser og ladesteder, enkeltbebyggelser som herregårde, kroer og møller), og bebyggelser uden særrettigheder (henholdsvis fællesbebyggelser som fiskerlejer, landsbyer og lignende, og enkeltbebyggelser som bondegårde og husmandssteder).

## Den førindustrielle tids bebyggelsesformer

### De ikke-bymæssige bebyggelser
Ved ikke-bymæssige bebyggelser forstås bebyggelser, hvis indbyggere fortrinsvis ernærer sig ved fødevarefrembringelse. Hertil henregnes dels visse enkeltbebyggelser, dels fællesbebyggelsesesformerne fiskerlejer og landsbyer.
Ved fiskerlejer forstås i almindelighed bebyggelser, hvis indbyggere fortrinsvis ernærer sig ved fiskeri fra bebyggelser ved den åbne strand (modsat fiskeribyer), der har en havn). Denne opfattelse kan efterprøves ved at se på de som fiskerlejer angivne steders indbyggeres næringssammensætning. I J.P.Trap: Danmark, 2. udgave findes 65 steder angivne som fiskerlejer, fortrinsvis i Nordjylland, i Nordsjælland og på Bornholm. I Danmarks Statistiks opgørelser over bymæssige bebyggelser fra 1890 til 1955 findes indtil 21 bebyggelser angivet som fiskerlejer. For 20 af disse er for 1930 opgjort indbyggernes næringsveje fordelt på hovedgrupper (hvor fiskeri og landbrug desværre er lagt sammen). Af opgørelsen fremgår, at i 11 af disse udgjorde de sysselsatte i gruppen fiskeri og landbrug mere end halvdelen af indbyggerne; dertil kan lægges to ladepladser, tre byer uden nærmere angivelse og en ø, hvis indbyggere ligeledes for mere end halvdelens vedkommende var sysselsat ved fiskeri m.m. For 7 som fiskerlejer angivne bebyggelsers vedkommende udgjorde fiskeri m.m. mere end en tredjedel men mindre end halvdelen af de næringsdrivende; disse steder kunne måske anses for strandbyer (eller havnebyer) snarere end fiskerlejer (dertil kommer i givet fald yderligere 6 andre bebyggelser).
Ved landsbyer forstås i almindelighed bebyggelser, hvis indbyggere fortrinsvis ernærer sig ved jordbrug (modsat landbrugsbyer, hvis indbyggere fortrinsvis ernærer sig ved andet end landbrug, men hvor landbrug ikke desto mindre udgør en betydningsfuld næringsvej). I J.P.Trap: Danmark, 2. udgave ses landsbyerne angivet slet og ret som byer. Geografen Aage Aagesen nævner, at en bebyggelse skal have mindst tre gårde for at kunne regnes som en landsby. I Danmarks Statistiks opgørelser over bymæssige bebyggelser fra 1890 til 1955 findes indtil 151 bebyggelser angivet som ”byer”, hvortil kommer 9 bebyggelser angivne som kirkebyer; kun to bebyggelser angivnes som landsbyer. For de fleste af de som byer angivne bebyggelser viser de opgjorte næringsveje for 1930, at der ikke er tale om landsbyer men om bymæssige bebyggelser.

### De retsligt fastlagte ”bymæssige” bebyggelser
De hidtil omtalte bebyggelsesformer har tilfælles, at de er fastlagt ved deres indre egenskaber (indbyggernes antal og sammensætning). Herover for findes imidlertid en række bebyggelser fastlagt ved lov eller andre retslige dokumenter. Dette gælder købstæder, handelspladser og ladepladser.
Købstædernes oprettelse går tilbage til middelalderen, hvor en række steder fik forskellige særrettigheder såsom eneret til at drive handel og håndværk, eneret til udenrigshandel, selvstyre og egen retspleje.
Ladestedernes oprettelse går ligeledes langt tilbage. Deres retslige stilling blev først fastlagt ved plakat af 26. marts 1816, hvori det fastsattes, at tiendeyderne skulle føre tiendekornet ”til den nærmest liggende kjøbstad eller det nærmeste ladested”. Ladestederne var i flere tilfælde anerkendte udhavne for købstæder beliggende inde i land, således Rødvig (Store Heddinge), Bisserup (Slagelse), Bandholm (Maribo), Struer (Holstebro), Hjarbæk (Viborg) og Hjerting (Varde). J.P.Trap: Danmark, 2. udgave (1872-79) nævner i alt 26 steder som ladepladser, mens det største antal ladepladser for hvilke, der ved folketællingerne er opgjort særskilte folketal, er 15. En særlig gruppe udgjorde skipperbyerne, hvortil hørte Dragør på Amager, Troense på Tåsinge, Thureby på Thurø, Nordby og Sønderho på Fanø (samt Marstal på Ærø).
Handelsplads er benævnelsen for en lille gruppe bebyggelser, som i løbet af 1800-tallet fik tilkendt en særstilling, der i næringsmæssig henseende åbnede adgang for håndværk og handel, men styrelsesmæssigt ikke omfattede en udskillelse fra amtet. Dette gælder Løgstør (1841), Silkeborg (1845-6), Frederiksværk (1850), Nørresundby (1856), Frederiksberg (1857) og Marstal (1861).

### De bymæssige bebyggelser uden særrettigheder
Først i forbindelse med offentliggørelsen af folketællingen for 1870 udskiltes en række “bydistrikter” og “bykommuner”, hvilke stort set afspejlede de af Folketinget anerkendte handelspladser, men allerede længe inden da fandtes der et antal bymæssige bebyggelser i landdistrikterne uden særrettigheder, det gælder ladepladser og skipperbyer, tingsteder (Hørsholm, Fredensborg, Høng, Hørup (senere Kjellerup), Ketterup (senere Fjerritslev), Bælum, Brædstrup, Holsted, Skjern, Herning, Odder og Hammel) samt fabrikssteder (Lyngby, Usserød, Hellebæk, Frederiksværk, Fakse, Fensmark foruden en række steder i jyske ådale); ingen af disse steder synes dog at have haft større betydning for bynæringernes udøvelse.

## Den industrielle tidsalders bymæssige bebyggelser i statistisk sammenhæng (1840-1965)
Spørgsmålet om afgrænsning af bymæssige bebyggelser i forhold til ikke-bymæssige bebyggelser er først og fremmest behandlet af Statistisk Bureau i forbindelse med de jævnligt afholdte folketællinger, og bureauets redegørelser i tilknytning til de trykte udgivelser af folketællingernes udfald afspejler glimrende de overvejelser, man fra denne side gjorde sig.

### Folketællingerne 1880 og 1890
Statistisk Bureau offentliggjorde i forbindelse med tællingen for 1880 for første gang oplysninger om bymæssige bebyggelser som fodnoter til de enkelte sognes folketal. Herom skrev Bureauet: “I Forbindelse dermed er endvidere Folkemængden særskilt anført for flere Byer eller Pladser, der indenfor et eller andet Sogns Grænser efterhaanden have udviklet sig til en større Betydning for Samfærselen og Omsætningsforholdene i den paagjældende Egn”. Af Bureauets særskilt anførte bebyggelser kaldes 6 handelspladser, 11 byer eller bydistrikter, en by og toldsted, 14 ladepladser, et fiskerleje og et færgested. Disse var altså de af Bureauet anerkendte betegnelser.

### Folketællingen 1906
Ved folketællingen 1906 anvendes fællesbetegnelsen “stationsbyer o.lign”. I den ledsagende tekst hedder det: “Af stor Interesse er det at kende Folketallet i de mere eller mindre bymæssige bebyggelser (Stationsbyer o.l.), som efterhaanden have dannet sig i Landdistrikterne, og hvoraf mange ere i stærk Fremvækst. Da saadanne bymæssige Bebyggelser imidlertid kun ganske undtagelsesvis udgøre selvstændige Kommuner eller Sogne, er Konstateringen af deres Folketal ofte forbundet med stor Vanskelighed. Bureauet har derfor ved Opgørelsen af Folkemængden i de ca. 170 særlige Lokaliteter, der ere anførte med smaa Typer i Tabel II, maattet benytte forskellige kartografiske og andre Hjælpemidler for, saa vidt muligt, at sikre sig den rette Afgrænsning mellem, hvad der er bymæssigt bebygget og hvad ikke. En væsentlig Støtte har man i øvrigt her haft i Opgivelserne fra Sogneraadene, som, efter Anmodning, ved Materialets Indsendelse have udsondret de Folketællingslister, der angik bymæssige Bebyggelser, for sig”. I den videre redegørelse hedder det: “Af Villabyer og lignende i Københavns fjernere Omegn har man derimod udeladt en Del, som vel ved Sommertid ere Opholdssted for en forholdsvis talrig Landliggerbefolkning, men som paa den Tid, da Folketællingen afholdtes (Februar), kun havde et ringe Indbyggertal, hvorfor ogsaa deres bymæssige Karakter maa siges at være mindre udpræget. Eksempelvis skal man nævne følgende (Folketallet den 1. Februar 1906 er tilføjet i Parentes): Gl. Holte (398 Indb.), Ny Holte (324), Dronninggaard (357), Rudegaard (168), Trørød (313), Buddinge (495), Espergærde (366)”. De anførte eksempler viser, at man til bymæssige bebyggelser endnu ved denne tælling ikke regnede bebyggelser med indtil 500 indbyggere.

### Folketællingen 1911
I forordet til folketællingen 1911 skrev Statens statistiske Bureau: ”Paa Grund af den store Interesse, det har at kende Folketallet i de mange Bebyggelser af mere eller mindre bymæssig Karakter (Stationsbyer o.l.), som efterhaanden har dannet sig i Landkommunerne, blev der allerede ved de to foregaaende Folketællinger i 1901 og 1906 foretaget særskilte Opgørelser for et stort Antal af saadanne Bebyggelser. Den Omstændighed, at der ved Lovene Nr. 113 og 138 af 27. Maj 1908 om Lønninger for forskellige Tjenestemænd er fastsat forskellige Lønningssatser efter Indbyggertallet i de Byer og bymæssige Bebyggelser, hvor de paagældende Tjenestemænd er ansatte, har givet Bureauet særlig Anledning til ved Tællingen i 1911 at sætte et stort Arbejde ind paa at gøre Folketællingsopgørelserne for de bymæssige Bebyggelser saa nøjagtige som det efter Omstændighederne er muligt. Da de bymæssige Bebyggelser i Landkommunerne kun ganske undtagelsesvis udgør selvstændige Kommuner eller Sogne, er Konstateringen af deres Folketal ofte forbundet med stor Vanskelighed. Man har derfor ved Opgørelsen af Folkemængden i de noget over 300 særlige Lokaliteter, der er anførte i Tabel 4, maattet benytte forskellige kartografiske og andre Hjælpemidler for, saa vidt gørligt, at sikre sig den rette Afgrænsning mellem, hvad der er bymæssigt bebygget og hvad ikke. En væsentlig Støtte har man i øvrigt her haft i Opgivelser fra de paagældende Sogneraad, idet disse – efter Bureauets Anmodning – ved Materialets Indsendelse har udsondret for sig de Folketællingslister, der angik bymæssige Bebyggelser. I en Række Tilfælde, hvor Afgørelsen var særlig vanskelig, er der af Bureauet blevet foretaget en Undersøgelse paa Stedet”.

### Folketællingen 1916
Ved folketællingen 1916 fastsættes grænsen for bymæssige bebyggelser ved 50 indbyggere. Danmarks Statistik begrundede dette valg på denne måde: “naar man har medtaget saa forholdsvis ubetydelige Smaabyer, er Grunden hertil den, at det erfaringsmæssigt har vist sig, at det, naar der er gaaet nogle Aar, er næsten umuligt at foretage en tilfredsstillende Opgørelse, der kan bruges ved senere Sammenligninger, hvis vedkommende Bebyggelser skulde vokse sig store. Ved Afgørelsen af, hvilke Byer der skulde udskilles som “bymæssige”, har man ved Siden af de Oplysninger, Departementet har indsamlet siden 1901 tildels ved Undersøgelser paa selve Stedet, fra Generaldirektoratet for Postvæsenet modtaget en Fortegnelse over “Byer”, som efter Postkontorernes Indberetning havde “bymæssig Karakter”. Med Benyttelse heraf rettedes der ved Folketællingen 1916 Henvendelse til vedkommende Sogneraad om efter bedste Skøn at foretage en Opgørelse af Stationsbyerne, og tillige mærke de Folketællings-Skemaer, paa hvilke Stationsbyernes Beboere var opførte.
Udskillelsen af de bymæssige Bebyggelser er saaledes foretaget af lokalkendte Mænd, men beror naturligvis paa et Skøn, da der i Følge Sagens Natur ikke gives faste Grænser for saadanne Bebyggelser. Denne Omstændighed har medført, at Departementet i mange Tilfælde har maattet foretage en Revision af de ved de tidligere Tællinger – i øvrigt ligeledes med lokal Bistand – tilvejebragte Folketal for Bebyggelserne, naar det nemlig af Tallene fremgik, at Grænserne for disse Byer var trukne forskelligt i de forskellige Tællingsaar. Med Benyttelse af Matrikulskort o.a.l. har dette som Regel uden Vanskelighed kunnet lade sig gøre, og hvor det har vist sig umuligt, har man anset det for rettest ikke at anføre noget Tal”.

### Folketællingen 1925
Ved folketællingen 1925 skrev Danmarks Statistik i den ledsagende redegørelse: “Vil man … danne sig et Billede af Befolkningens Fordeling efter erhvervsmæssige Hensyn uden at foretage en egentlig Tælling af Befolkningen efter Erhverv, viser det sig erfaringsmæssigt, at man indenfor, hvad der administrativt set er Land, kan udskille mange Omraader, i hvilke Bebyggelsens Art og Beboernes Erhverv er af overvejende bymæssig Karakter. Disse saakaldte “bymæssige Bebyggelser” er et ret moderne Fænomen – her i Landet næppe stort mere end 35 Aar gammelt – og det finder sin Forklaring i de forbedrede Kommunikationsforhold i Forbindelse med Befolkningens relativt stærke Vækst. … De egentlige bymæssige Bebyggelser “Stationsbyerne” … er uden topografisk Tilknytning til Købstæderne. De opstaar som Regel ved en Jernbanestation, men da denne af praktiske Grunde ikke er lagt alt for langt fra en ældre Landsby, er det ikke ualmindeligt, at den ny Stationsby og den gamle Landsby gror sammen, eller at Landsbyen faar et Islæt af Beboere, hvis Erhverv maa siges at være af overvejende bymæssig Art. I tidligere Tid satte Lovgivningen – ved sine Bestemmelser om Købstædernes Læbælter – en Bom for Landsbyens Udvikling i bymæssig Henseende, men efter Læbælternes Bortfald (i Tiden 1900-1920) har den gamle Landsby skiftet Karakter næsten overalt, ogsaa i de Tilfælde, hvor den ikke kan opfattes som egentlig “bymæssig Bebyggelse”. Af redegørelsen fremgår desuden, at man som regel kun medtog bebyggelser med over 250 indbyggere.

### Folketællingerne 1930 og 1935
Ved offentliggørelsen af folketællingerne for 1930 og 1935 skrev Danmarks Statistik i den ledsagende redegørelse: ”De egentlige bymæssige Bebyggelser ”Stationsbyerne” … er uden topografisk Tilknytning til Købstæderne. De opstaar som Regel ved en Jernbanestation, men da denne af praktiske Grunde ofte er lagt ikke alt for langt fra en ældre Landsby, er det ikke ualmindeligt, at den ny Stationsby og den gamle Landsby gror sammen, eller at Landsbyen faar en Islæt af Beboere, hvis Erhverv maa siges at være af overvejende bymæssig Art. I tidligere Tid satte Lovgivningen – ved sine Bestemmelser om Købstædernes læbælter – en Bom for Landsbyens Udvikling i bymæssig Henseende, men efter Læbælternes Bortfald (i Tiden 1900-1920) har den gamle Landsby skiftet Karakter næsten overalt, ogsaa i de Tilfælde, hvor den ikke kan opfattes som en egentlig ”bymæssig” Bebyggelse. Særlig stærk har denne udvikling været i de sidste 15 Aar. Denne Omstændighed gør det naturligvis yderst vanskeligt at skelne mellem de egentlige Stationsbyer og Landsbyer med mere eller mindre bymæssig Karakter; det bliver et Skøn, om Byen skal henføres til den ene eller den anden Gruppe, og dette Skøn maa tilmed foretages, uden at man er i Besiddelse af en tilfredsstillende Definition af Begrebet ”Stationsby”. En anden Vanskelighed fremkommer ved Afgrænsningen af Omraadet for Stationsbyen; faste territoriale Grænser findes nemlig kun i de meget faa Tilfælde, hvor der foreligger Sundhedsvedtægter eller Bygningsregulativer for et bestemt Omraade af Kommunen; dette vil som Regel være Tilfældet ved de større Bebyggelser, men ved den store Flerhed af Stationsbyer er der ingen faste Grænser at følge, og Udskillelsen sker derfor efter et skøn i Reglen udøvet af den stedlige kommunale Myndighed – i enkelte Tilfælde tillige ved en af Departementet foretagen Besigtigelse paa Stedet.”

### Folketællingen 1950
Ved offentliggørelsen af folketællingen for 1950 skrev Danmarks Statistik i den ledsagende redegørelse: “Da de bymæssige områder i sognekommunerne efterhånden er kommet til at spille en større og større rolle i forskellige administrative henseender, har Departementet ved tællingen i 1950 foretaget en revision af disse områder og har i samarbejde med Geografisk Laboratorium på Københavns Universitet søgt at foretage afgrænsningerne efter ensartede kriterier; man har derfor i visse tilfælde måttet ændre opgørelsen for 1945-tællingen, hvorfor nogle af de nu offentliggjorte tal for denne tælling afviger fra de tidligere offentliggjorte.
Som kriterium for en bymæssig bebyggelse (stationsbyer o.lign.) er opstillet følgende betingelser: bebyggelsen skal være sammenhængende, af bymæssig karakter og skal endvidere have mindst 250 indbyggere. Når der blandt de offentliggjorte bymæssige bebyggelser findes enkelte med under 250 indbyggere, skyldes det, at disse bebyggelser ved en af de nærmest foregående tællinger havde over 250 indbyggere, og man har derfor af rent historiske grunde bibeholdt dem”.

### Folketællingerne 1960 og 1965
Ved folketællingen i 1960 frafaldt man kravet om at bebyggelsen skulle være bymæssig. Nu skulle den blot være sammenhængende, og kravet til mindstestørrelse blev sat ved 200 indbyggere.

### Den historisk-geografiske synsmåde
Et særligt problem i forbindelse med de bymæssige bebyggelsers klassifikation er indbyggernes erhvervsmæssige sammensætning. Allerede geografen Martin Vahl gjorde sig til talsmand for, at det er befolknings næringsvej snarere end antallet af indbyggere, der afgør, om en bebyggelse er bymæssig eller ej: "Bopladsens Størrelse er heller ikke det, der sætter Skellet mellem Landsby og By. Paa Sardinien, Sicilien og andre Steder findes Landsbyer med 5000-10,000 Indbyggere, næsten alle Landmænd, medens der kan findes Købstæder med mindre Indbyggertal, men Centre for Handel og Industri. Dette er det afgørende for Forskellen mellem de to Bebyggelsesformer. Ved Byer forstaa vi da i det følgende Bebyggelser, hvis Indbyggere væsentlig lever af Handel og Industri, i Modsætning til Landsbyerne, hvor Landbrug er Hovederhverv". I nærværende sammenhæng synes det rimeligt at begrænse spørgsmålet til de tre hovednæringsveje: fiskeri, jordbrug og bymæssige næringer (dvs. næringsveje som indtil begyndelsen af det 19. århundrede fortrinsvis udøvedes i købstæderne såsom fremstilling, handel og omsætning, tjenester, embedsvæsen, samfærdsel). Umiddelbart synes det rimeligt at inddele bebyggelserne i henholdsvis fiskerlejer, landsbyer og bymæssige bebyggelser efter indbyggernes hovednæringsveje. Som hovedregel skal mindst halvdelen være sysselsat indenfor en hovednæringsvej for at berettige til, at bebyggelsen tilhører en given gruppe. Dertil kan lægges en gruppe af mangesidige bebyggelser, hvor ingen af de tre grupper sysselsætter mindst halvdelen af de erhvervsaktive. Denne gruppe kan dog underinddeles efter mest betydende næringsvej. En inddeling som den her omtalte har to fordele: dels er den let at lave på grundlag af oplysninger om befolkningens sysselsætning, dels er der kun 4 (eller 3 eller 6) mulige kategorier uden mulighed for indbyrdes overlapning. Ved denne fremgangsmåde vil bymæssige bebyggelser enten alene omfatte bebyggelser med mere end halvdelen af indbyggerne sysselsat i bymæssige næringer eller tillige omfatte de mangesidige bebyggelser, hvor bynæringer i det mindste er den mest betydende hovednæringsgruppe. Ulemperne er, at der ikke umiddelbart stilles krav til bebyggelsernes mindstestørrelse, og at en underinddeling af de bymæssige bebyggelser i stationsbyer, havnebyer, oplandsbyer, fabriksbyer osv. ikke behandles.
Samvariation mellem bebyggelsernes størrelse og indbyggernes næringsveje kan belyses ved at sammenligne byernes indbyggertal og landbrug og fiskeri tilsammen som andel af den samlede befolkning ud fra de statistiske opgørelser herom. Dette er muligt ud fra tre oversigter over bybefolkningernes næringsveje for 1911, 1930 og 1950. Det viser sig da, at selv med en nedre grænse på 250 indbyggere er de fleste (over halvdelen og oftest mere end to tredjedele) af indbyggerne sysselsat i bynæringer. Undtagelser herfra var (især 1911) et antal større (oftest blandede) landsbyer og især fiskerlejer med over 250 indbyggere, der selvsagt må henregnes til deres respektive grupper. På den anden side havde mange begyndende bydannelser opstået enten på bar mark eller i tilknytning til mindre landsbyer mere end halvdelen af indbyggerne sysselsat i bynæringer, selv om der kun boede 50-250 indbyggere i bebyggelsen. Disse vil kunne udskilles i en egen gruppe: begyndende bydannelser eller ”bykim” (når det overhovedet er nødvendigt med en sådan mindstestørrelse, skyldes det, at der især i tiden mellem 1950 og 1980 skete en spredning af indbyggere med bynæringer til de ikke-bymæssige landområder således, at skellet mellem by og land i denne henseende er forsvundet).
Ser man på de undersøgelser, der er lavet i tidens løb, har de fleste forfattere godtaget de af Danmarks Statistik anvendte retningslinjer. Kritik har oftest været rettet mod de konkrete afgrænsninger af de bymæssige bebyggelser, idet det har vist sig i en række tilfælde, at man på stedet ikke har fulgt de opstillede retningslinjer.
Sammenfattende kan det siges, at betegnelsen ”bymæssige bebyggelser” angiver indadtil sammenhængende og udadtil velafgrænsede bebyggelser med bymæssig fremtoning og mindst 250 indbyggere, hvoraf det overvejende flertal er sysselsat i bynæringer. Denne afgrænsning er såvel geografisk som historisk indlysende.

## Stationsbyer, vejbyer, strandbyer og havnebyer
Ved folketællingerne 1901 og 1906 anvendtes fællesbetegnelsen “stationsbyer o.lign”, fra og med folketællingen 1911 til 1960 “bymæssige Bebyggelser”, men i selve oversigterne kaldtes flertallet af steder for by, kirkeby, stationsby, by og stationsby, by og færgested, by og toldsted, havneby, ladeplads, fiskerleje osv. (derimod ses ikke anvendt betegnelser som vejby eller oplandsby, der ellers ofte forekommer i bebyggelsesundersøgelser). Disse dækker således over bebyggelser, der efter samtidens opfattelse var indbyrdes uens og derfor burde udskilles fra hinanden. I de ved folketællingernes offentliggørelse ledsagende redegørelser ses disse særlige betegnelser ikke omtalt i noget tilfælde. Alligevel, eller måske netop derfor, påkalder de sig interesse.
Spørgsmålet er dels om det rette i en sådan underinddeling af de bymæssige bebyggelser, dels om de anvendte betegnelser i givet fald er de bedst egnede. Dette spørgsmål skal belyses i det følgende ved en sammenligning mellem Danmarks Statistiks og Aage Aagesens inddeling. Danmarks Statistik har gennem tiden anvendt ikke færre end 29 forskellige betegnelser (se nedenstående oversigtsskema). Flere af de anvendte betegnelser synes kun anvendt om en enkelt bebyggelse eller kun én gang. Dette rejser spørgsmålet om det rimelige at fastholde dem som egne grupper. Andre er imidlertid gennemgående, det vil sige er anvendt ved de fleste tællinger. Ikke alle betegnelser er lige forståelige. Betegnelsen ”stationsby” synes brugt om de fleste bymæssige bebyggelser vokset op eller udviklet i tilknytning til en jernbanestation. Tilsvarende kaldes byer med havne for ”havnebyer”. Betegnelserne ”kirkeby” og ”landsby” synes oftest anvendt som modstilling til stationsbyer med samme navn (Jyderup kirkeby – Jyderup stationsby). Dobbeltbetegnelserne (by og stationsby m.fl.) synes anvendt i de tilfælde, hvor to bebyggelser med forskellige baggrund er vokset sammen til én bebyggelse.
Geografen Aage Aagesen inddeler bebyggelserne omkring 1960 i følgende grupper:
- Købstæder, ”i reglen oplands- og industribyer, hvis folketal især afhænger af oplandets størrelse, befolkningsforhold og erhvervsstruktur. De største byer er alle havnebyer”. Denne gruppe indgår ikke i nedenstående oversigt, idet Danmarks Statistik som omtalt nedenfor udskilte købstæder og forstæder i en særskilt oversigt.
- Forstæder i tilknytning til købstæder; en del af bebyggelserne i Danmarks Statistiks gruppe 00 hører til forstæderne, selvom de fleste forstæder som nævnt var samlede i en særskilt oversigt.
- Stationsbyer. ”De er opstået i egne, hvor erhvervsudviklingen har givet mulighed for dannelsen af centrer for lokalhandel og småindustri for et lokalt marked. Ganske naturligt er de placeret ved det lokale trafikcentrum, jernbanestationen”; denne gruppe svarer til gruppe 14.
- Vejbyer, ”som er vokset op omtrent samtidig med stationsbyerne, de fleste mellem 1880 og 1915. De er beliggende i områder, hvor erhvervslivets udvikling har skabt behov for et lokalt erhvervscentrum, men hvor der i reglen ikke har været en jernbanestation, der som egnens trafikale midtpunkt måtte blive valgt hertil”; de fleste af bebyggelserne i gruppe 07 hører til her.
- Dobbeltbyerne, ”opstået ved en sammenvoksning af to bysamfund, der ofte har hver sin oprindelse og erhvervsstruktur”. Bebyggelserne i gruppe 17-27 hører til her. Det ses, at Danmarks Statistik regner med flere undergrupper af dobbeltbyer
- Forhenværende stationsbyer. De ”voksede op ved en station på en jernbane, som nu er nedlagt. Ofte medfører nedlæggelsen en forbigående stagnation, hvorefter bysamfundet fungere videre som lokalt erhvervscentrum med karakter af vejby”. En del af bebyggelserne i gruppe 07 hører til her.
- Landsbyer. Bebyggelserne i gruppe 01-02 må overvejende høre til her. Aagesen skelner ikke mellem kirkelandsbyer og andre landsbyer.
- Fiskerlejer. Bebyggelserne i gruppe 08 må overvejende høre til her.
- Fiskeribyer, ”der er opstået ved moderne havneanlæg”. Bebyggelserne i gruppe 07 må for en dels vedkommende høre til her.
- Skipperbyer. Bebyggelserne i gruppe 09 må for en dels vedkommende høre til her.
- Ladepladser. Bebyggelserne i gruppe 09 må for en dels vedkommende høre til her.
- Husgrupper. En del af bebyggelserne i gruppe 00 kan høre til her.

Fordelene ved Aagesens opdeling er først og fremmest, at antallet af grupper er begrænset. Dernæst er der til en vis grad lagt vægt på bebyggelsernes oprindelse og fremtoning. Svaghederne ved Aagesens inddeling er imidlertid åbenlyse: de forudsætninger, der gjaldt ved bebyggelsens oprindelse, behøver ikke længere at være gældende; fastholden af en historisk betegnelse kan således (og vil ofte) være vildledende.
| År                           | 1880 | 1890 | 1906 | 1911 | 1916 | 1930 | 1935 | 1955 |
| 00. Ubenævnt                 | 1    | 1    | 10   |      | 12   | 9    | 2    | 8    |
| 01. Kirkeby                  |      |      | 1    |      | 9    | 9    | 7    |      |
| 02. Landsby                  |      |      | 1    |      | 2    |      |      |      |
| 04. Mejeriby                 |      |      |      |      |      | 1    | 1    | 1    |
| 07. By                       | 12   | 11   | 100  |      | 102  | 122  | 114  | 151  |
| 08. Fiskerleje               | 1    | 1    | 2    | 7    | 22   | 20   | 20   | 16   |
| 09. Ladeplads                | 14   | 15   | 12   | 12   | 13   | 10   | 10   | 9    |
| 10. Færgested                | 1    | 1    | 1    | 2    | 4    | 4    | 4    | 2    |
| 11. Havneby                  |      |      |      | 2    | 1    | 2    | 2    | 3    |
| 12. Handelsplads             | 1    | 6    |      |      | 1    |      |      |      |
| 13. Stiftsby                 |      | 1    | 1    |      |      |      |      |      |
| 14. Stationsby               |      |      | 18   | 123  | 316  | 328  | 324  | 327  |
| 17. By og færgested          |      |      | 1    |      |      |      |      |      |
| 18. By og toldsted           | 1    | 1    | 1    |      |      |      |      |      |
| 20. By og fiskerleje         |      |      |      |      |      |      |      | 2    |
| 21. By og stationsby         |      |      | 9    | 6    | 14   | 21   | 20   | 49   |
| 23. Færge- og stationsby     |      |      |      |      |      | 1    | 1    | 1    |
| 24. Ladeplads og stationsby  |      |      |      |      |      | 1    | 1    | 1    |
| 25. Villa- og stationsby     |      |      |      |      | 1    | 1    |      |      |
| 26. Stationsby og fiskerleje |      |      |      |      |      | 21   | 1    | 1    |
| 29. Strandby, Strand         |      |      |      |      |      | 4    | 3    | 5    |

Kilde: Danmarks Statistik: Statistiske Meddelelser, diverse årgange (se litteraturlisten)
Som det fremgår, er der væsentlige ligheder i synsmåden på bebyggelsernes gruppering. Inddelingen i de fleste tilfælde ret sammenlignelig, selvom Danmarks Statistiks opdeling også indeholder gruppebetegnelser, der ikke forekommer hos Aage Aagesen og omvendt.
Som udgangspunkt for en mere hensigtsmæssig inddeling af bebyggelserne synes det rimeligt at opdele dem i tre hovedgrupper: kystbebyggelser, indlandsbebyggelser og storstadsbebyggelser. De to førstnævnte grupper må underinddeles i bymæssige og ikke-bymæssige bebyggelser i næringsmæssig henseende. For kystbebyggelsernes vedkommende synes det ligeledes hensigtsmæssigt (som foreslået af Aage Aagesen) at inddele dem efter forekomsten af havn eller ej. For indlandsbyernes vedkommende synes det tilsvarende rimeligt at inddele dem efter forekomsten af en jernbanestation eller ej. Man får derved 4 forskellige bebyggelsesformer i hver af de to hovedgrupper (hvortil kan lægges eventuelle undergrupper, hvis man vil understrege ulighederne i indbyggernes sysselsætning yderligere):
| Kystbebyggelser | Uden havn                     | Med havn         |
| --------------- | ----------------------------- | ---------------- |
| Ikke-bymæssig   | Fiskerleje                    | Fiskeriby        |
| Bymæssig        | Strandby(ladeplads,skipperby) | Havneby(Færgeby) |

| Indlandsbebyggelser | Uden station | Med station |
| ------------------- | ------------ | ----------- |
| Ikke-bymæssig       | Landsby      | (station)   |
| Bymæssig            | Vejby        | Stationsby  |

Tilbage bliver købstæder, forstæder og ”husgrupper”. Mens de to første har en klar afgrænsning, er ”husgrupper” øjensynlig en restgruppe, der dog først og fremmest omfatter tilfældige, spredte klynger af huse langs vejene og oftest med tilknytning til en nærliggende, større by eller virksomhed.
Denne inddeling har flere fordele:
- forekomst af havn henholdsvis jernbanestation er let at fastslå,
- skillet mellem bymæssige og ikke-bymæssige bebyggelser (efter næringsforhold) er fastholdt
- opdelingen svarer i hovedsagen til den af Aage Aagesen opstillede men er anderledes klar med hensyn til kriterier; hovedvægten lægges på samfærdselsforhold.

## Forstadsbebyggelser
(se opslag Forstæder i Danmark)

## Tiden som faktor ved bebyggelsens afgrænsning

### Skiftende afgrænsning med tiden
Ved opdelingen har været forudsat, at bebyggelsens afgrænsning kan fastsættes til enhver tid. I virkeligheden består en stor vanskelighed deri, at bebyggelsen til stadighed vokser og dens grænser dermed ændres. En følge heraf er, at hidtil adskilte bebyggelser med tiden kan vokse sammen, hvorved det nye sammenhængende byområde har andre afgrænsningsforudsætninger end ved den foregående afgrænsning; sagt med andre ord: dele af bebyggelsens befolkningsvækst er sket ved indlemmelse snarere end ved vækst i befolkningen. Denne vanskelighed er især kendt dels fra de såkaldte dobbeltbyer, dels fra købstædernes udvikling, hvor der mellem to tællinger kan være sket en administrativ indlemmelse af et tidligere forstadsområde. Eftersom det indlemmede byområde kan have en ganske betydelig befolkning ved indlemmelsen, kan indlemmelsen give indtryk af en større befolkningsvækst end den, der skyldes fødsels- og/eller tilflytningsoverskud. Der er i hovedsagen to måder at overvinde denne fejlkilde på. Den ene måde består i særskilt at opgøre vækst som følge af fødselsoverskud, tilvandringsoverskud og indlemmelse. Denne metodes fordel er, at den giver et entydigt og detailleret billede af udviklingen. Ulempen er, at den er ret arbejdskrævende samtidig med, at ”springene” i de samlede indbyggertal består. Den anden måde består i særskilt at opgøre vækst før (indtil) indlemmelsen uden det indlemmede område og nettovækst medregnet det indlemmede område både før og efter indlemmelsen. Denne metodes fordel er, at den er ret enkel at udføre. Ulempen er imidlertid, at indbyggertallet for de ”vanskelige” år med indlemmelser er dobbelte, det vil sige ikke entydige. Denne vanskelighed kan i nogen udstrækning imødegås ved at opgøre indbyggertallene for det indlemmede område også længere tilbage i tiden. Derved vil det samlede bebyggelsesforløb kunne følges så at sige ”fra begyndelsen”. Spørgsmålet ved denne fremgangsmåde er, om også den rent landlige befolkning bør opgøres for det senere bymæssigt bebyggede område på den tid, hvor byen endnu ikke var udvokset hertil? Til støtte for denne synsmåde taler, at der jo ikke er tale om tilflyttet men derimod om indlemmet befolkning i lighed med indlemmede tætbebyggede områder. Imod taler, at der ikke på det tidligere tidspunkt var tale om tæt bebyggelse. Derved overvurderes den tidlige befolknings størrelse. I denne undersøgelse er derfor valgt at kun tage hensyn til tætbebyggede områder. Denne fremgangsmåde svarer til den af Danmarks Statistik anvendte og er utvivlsomt den, der til enhver tid giver det bedste indtryk af den tætbebyggede bymæssige bebyggelses størrelse.

### Problemet med fjernforstæder
En variant af problemet er de såkaldte fjernforstæder, planet- eller satellitbyer og sovebyer. Disse bebyggelser er kendetegnede ved at være adskilte fra en købstad samtidig med, at en stor – og undertiden overvejende – del af indbyggerne er sysselsat i købstaden og hver dag rejser fra hjemmet til byen for at arbejde. Geografen Viggo Hansen har behandlet spørgsmålet om disse fjernforstæder som en del af købstædernes vækstforløb. Ud fra udviklingen i Københavns vestegn fremsætter han den formodning, at fjernforstæderne er et trin i købstædernes udvikling, idet disse med tiden vil vokse ud til og ”opsluge” fjernforstæderne. Denne formodning er imidlertid forkert. Ganske vist blev de tidlige fjernforstæder vest for København opslugt af den senere byvækst, men pendlingen er samtidig vokset til en størrelse, hvor de berørte pendlingsområder (hvorfra indrejse sker) ikke nogensinde vil blive en del af et sammenhængende storbyområde, ligesom pendlingen (dagligrejsen til arbejde i en anden by) ikke længere entydigt eller blot overvejende sker til en enkelt by. Ud fra en tilsvarende holdning, som Viggo Hansen havde givet udtryk for, udskilte Danmarks Statistik i udgivelserne af folketællingerne for 1935, 1940 og 1945 de formodede fjernforstæder og anførte indbyggertallene i disse bebyggelser sammen med indbyggertallene for de egentlige forstæder; fra 1950 ændredes imidlertid denne fremgangsmåde i erkendelse af, at en fuldstændig sammenvoksning ikke var i syne. Denne erkendelse har ført til dannelsen af et nyt begreb: arbejdskraftoplande, der imidlertid snarere hører hjemme i en oplandsmæssig end en byafgrænsningssammenhæng. Ud fra denne opfattelse vil særskilt afgrænsede bebyggelser blive opfattet som selvstændige byenheder uanset styrken af deres sysselsætningsmæssige tilknytning til andre bysamfund.

### Det sysselsætningsmæssige skel mellem byer og landdistrikt med tiden er udvisket
Endelig skal det nævnes, at den stigende spredning i bosætningen i løbet af 1900-tallet har bevirket, at det sysselsætningsmæssige skel mellem byer og landdistrikt med tiden er udvisket derved, at indbyggere med næringsveje, der tidligere samledes i byer og stæder, efterhånden også har bosat sig i landområderne således, at der ved slutningen af det 20 århundrede kun er meget små uligheder mellem by og land i henseende til de bosattes sysselsætning. Derved er fremkommet en tilstand, hvor det atter kun er bebyggelsens tæthed, der adskiller disse.